# 花青素

花青素的化學結構。

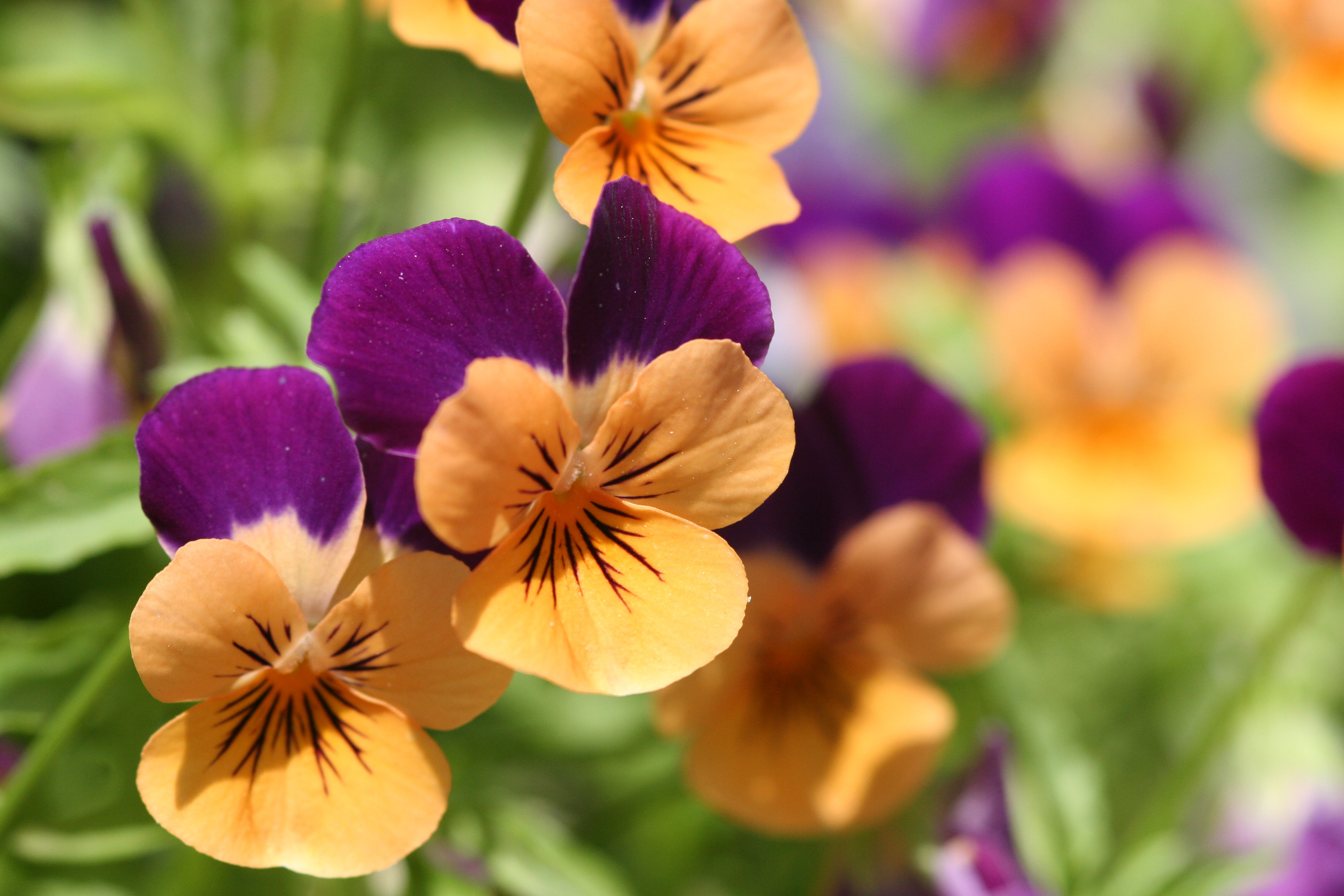
花青素是植物的色素來源。

花青素（英語：anthocyanidin）或稱花色素，化學式為C15H11O6，是一種水溶性的植物色素，存在于液泡内的细胞液中。其与糖类物质以糖苷键结合之后即为花色苷，與花的顏色、葉變紅等有關，是一種天然的抗氧化劑。
花青素的顏色會隨着身處環境的酸鹼值而有所變化，從酸性環境的紅色到紫色、再到鹼性環境下的藍色。因此，花青素亦有用於試紙。可吸收光能，但與光合作用無關。
花青素不稳定，自然界中花青素多以结合糖苷配基的方式存在，后者被称作花色苷。

## 語源
「花青素」這個名稱源自其希臘語名稱的直譯：
- () = 花；
- () = 青色的。

## 用途
花青素可作食物添加劑使用，代號是E163。

## 常见的花青素
广泛存在的花青素有六种，分别是：
- 矢车菊素（cyanidin）
- 翠雀花素（delphinidin）
- 锦葵花素（malvidin）
- 天竺葵素（英语：pelargonidin）
- 芍药花素（英语：peonidin）
- 矮牵牛素（英语：petunidin）

还有许多较为少见的花青素，以下是其中几种：
- 6-羟基矢车菊素（英语：6-Hydroxycyanidin）：存在于某些六出花属栽培品种中。
- 6-羟基翠雀花素（6-hydroxydelphinidin）：存在于某些六出花属栽培品种中。
- 橙凤仙素（英语：aurantinidin）：存在于橙色凤仙花（英语：Impatiens platypetala）（[Impatiens platypetala subsp. aurantiaca] 错误：{{Langx}}：文本有斜体标记（帮助））、某些六出花属栽培品种中。
- 7-O-甲基矢车菊素（7-O-methylcyanidin）：存在于芒果、木棉和某些长春花栽培品种中。
- 粗毛报春素（英语：hirsutidin）：存在于粗毛报春（英语：Primula hirsuta）（[Primula hirsuta] 错误：{{Langx}}：文本有斜体标记（帮助））等报春花属植物以及某些长春花栽培品种中。
- 玫红报春素（英语：rosinidin）：存在于玫红报春（英语：Primula rosea）（[Primula rosea] 错误：{{Langx}}：文本有斜体标记（帮助））等报春花属植物以及某些长春花栽培品种中。
- 伊乐藻素（elodenidin / 5-O-methylcyanidin）：提取自水蕴草（[Egeria densa] 错误：{{Langx}}：文本有斜体标记（帮助）），亦存在于伊乐藻（英语：Elodea nuttallii）（[Elodea nuttallii] 错误：{{Langx}}：文本有斜体标记（帮助））中。[2]
- 巧花丹素（英语：pulchellidin）：存在于巧花丹（英语：Plumbago pulchella）（[Plumbago pulchella] 错误：{{Langx}}：文本有斜体标记（帮助））等白花丹属植物中。
- 蓝花丹素（英语：capensinidin）：存在于蓝花丹（[Plumbago auriculata] 错误：{{Langx}}：文本有斜体标记（帮助））中。
- 欧花丹素（英语：europinidin）：存在于欧花丹（英语：Plumbago europaea）（[Plumbago europaea] 错误：{{Langx}}：文本有斜体标记（帮助））、蓝雪花（[Ceratostigma plumbaginoides] 错误：{{Langx}}：文本有斜体标记（帮助））中。
- 刺槐乙定（英语：robinetinidin）：存在于矮牵牛、白皮金合欢（英语：Vachellia leucophloea）（[Vachellia leucophloea] 错误：{{Langx}}：文本有斜体标记（帮助））中。与其相关的刺槐乙素（英语：robinetin）提取自刺槐（[Robinia pseudoacacia] 错误：{{Langx}}：文本有斜体标记（帮助））。
- 漆黄定（英语：fisetinidin）：存在于某些相思树属和蓼属植物中。与其相关的漆黄素（fisetin）提取自黄栌（德語：Fisettholz）。[3]
- 芹菜定（英语：apigeninidin）：存在于高粱和某些苦苣苔科植物中，广泛存在于蕨类植物中。与其相关的芹菜苷（apiin）提取自欧芹（[Petroselinum crispum] 错误：{{Langx}}：文本有斜体标记（帮助））。
- 木犀草定（英语：luteolinidin）：存在于苔藓、蕨类植物、冬红和某些苦苣苔科植物中。与其相关的木犀草素（luteolin）提取自黄木犀草（[Reseda luteola] 错误：{{Langx}}：文本有斜体标记（帮助））。
- 小麦黄定（英语：tricetinidin）：存在于红茶中。与其相关的小麦黄素（英语：tricin）提取自小麦（[Triticum] 错误：{{Langx}}：文本有斜体标记（帮助））。[4]
- 全能花素（bifloridin）：存在于全能花（[Pancratium biflorum] 错误：{{Langx}}：文本有斜体标记（帮助））中。
- 赭染素（carajurin）：提取自赭染藤（英语：Fridericia chica）（[Fridericia chica] 错误：{{Langx}}：文本有斜体标记（帮助））。
- 赭染乙素（carajurone）：提取自赭染藤。

## 近期研究
2004年12月，美國密歇根州立大學在《美國化學學會》（American Chemical Society）雜誌上刊登研究文章，指花青素有助提高身體的胰島素產量達50%。不過，研究尚在起步階段，還需更多研究。

## 外部連結
- Anthocyanin Biosynthesis
- Red leaves - Catalyst ABC （页面存档备份，存于）
- Chemicals Found in Cherries May Help Fight Diabetes （页面存档备份，存于）
- Biochemicals found in dark raspberries may help fight Diabetes and Cancer （页面存档备份，存于） (in German)
- A discussion of the role of anthocyanins in hydrangea coloration
- Anthocyanins FAQ MadSci Network （页面存档备份，存于） Functions and uses as pH indicators or for pigment chromatography.-->